# Dom przy ul. Kamiennogórskiej 21 w Chełmsku Śląskim
Dom przy ul. Kamiennogórskiej 21 w Chełmsku Śląskim – znajdujący się w powiecie kamiennogórskim, w Chełmsku Śląskim.
Pochodzi XVIII w. z zespołu domów tkaczy tzw. "Siedmiu Braci" - dawnej osady tkaczy adamaszku sprowadzonych z Bawarii. Mieszkalny, drewniany, częściowo murowany, w większości tynkowany, szczytowy, z dwuspadowym dachem przykrytym papą, parterowy poddaszem. Fasada z podcieniem na trzech drewnianych kanelowanych kolumnach wspartych na kamiennych bazach, szczyt odeskowany z dwoma prostokątnymi oknami i trójkątnym prześwitem.